# Eszchar
Eszchar (hebr. אשחר; ang. Eshhar) – wieś komunalna położona w Samorządzie Regionu Misgaw, w Dystrykcie Północnym, w Izraelu.

## Położenie
Eszchar jest położona na wysokości 310 metrów n.p.m. w północno-zachodniej części Dolnej Galilei. Leży na wzgórzu Giwat Karad (384 m n.p.m.), na północnej krawędzi Doliny Sachnin. Po stronie północnej i wschodniej jest położone głębokie wadi strumienia Hilazon, za którym na północy jest Dolina Bet ha-Kerem. Na zachodzie przepływa strumień Sachnin. Okoliczne wzgórza są w większości zalesione. W otoczeniu wsi Eszchar znajdują się miasta Karmiel i Sachnin, miejscowości Dejr Channa i Arraba, kibuce Lotem i Eszbal, wsie komunalne Ma’ale Cewijja i Juwalim, oraz wsie arabskie Chusnija i Arab al-Na’im. Na południowy zachód od wsi jest położona strefa przemysłowa Sachnin.

### Podział administracyjny
Eszchar jest położona w Samorządzie Regionu Misgaw, w Poddystrykcie Akka, w Dystrykcie Północnym Izraela.

## Demografia
Stałymi mieszkańcami wsi są wyłącznie Żydzi. Tutejsza populacja jest mieszana, zarówno religijna (judaizm) jak i świecka:

Źródło danych: Central Bureau of Statistics.

## Historia

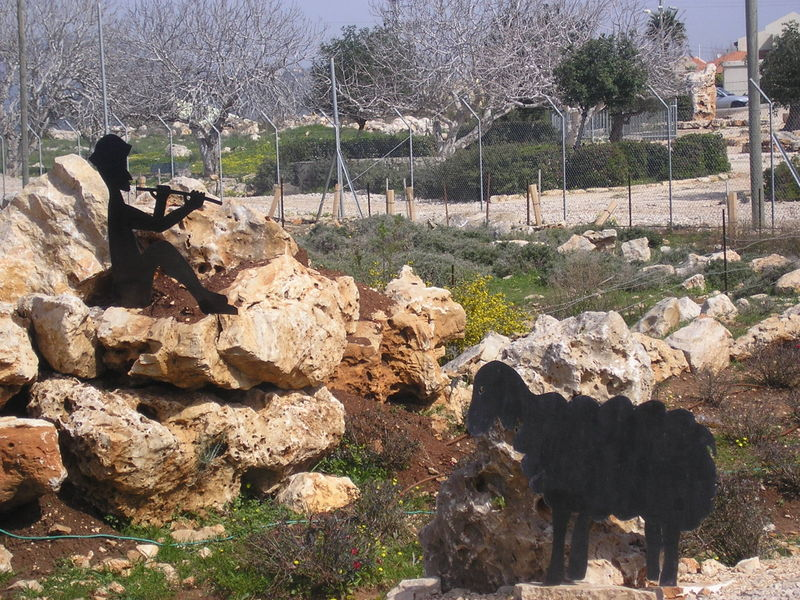
Rzeźba „Pasterz” przy wjeździe do wsi Eszchar

Osada została założona w 1986 roku w ramach rządowego projektu Perspektywy Galilei, którego celem było wzmocnienie pozycji demograficznej społeczności żydowskiej na północy kraju. Grupa założycielska powstała z inicjatywy kilku przyjaciół z Chicago w Stanach Zjednoczonych. Pierwsi mieszkańcy wprowadzili się do swoich domów w lipcu 1986 roku. Później dołączyli do nich imigranci z Kanady i Wielkiej Brytanii. Na początku XXI wieku w północnej części wsi wybudowano nowe osiedle mieszkaniowe. Istnieją plany dalszej rozbudowy osady.

### Nazwa
Wieś została nazwana od hebrajskiej nazwy powszechnie rosnącego w tej okolicy szakłaka.

## Edukacja
Wieś utrzymuje przedszkole. Zasady wzajemnej tolerancji między osobami świeckimi i religijnymi są bardzo mocno przestrzegane w tutejszej edukacji. Rodzice wybierają czy ich dzieci w przedszkolu będą brały udział w modlitwie porannej, czy też będą czytać książki. W 2007 roku założono szkołę podstawową.

## Kultura i sport
We wsi jest ośrodek kultury z biblioteką. Z obiektów sportowych jest boisko do koszykówki. Dla dzieci jest utrzymywany mały ogród zoologiczny.

## Infrastruktura
We wsi znajduje się przychodnia zdrowia, synagoga, mykwa, sklep wielobranżowy i warsztat mechaniczny.

## Gospodarka
Większość mieszkańców dojeżdża do pracy w pobliskich strefach przemysłowych.

## Transport
Ze wsi wyjeżdża się na południe na lokalną drogą, którą jadąc na południowy wschód dojeżdża się do kibucu Eszbal, lub jadąc na zachód dojeżdża się do wsi Juwalim i dalej do skrzyżowania z drogą nr 784, którą jadąc na południe dojeżdża się do skrzyżowania z drogą nr 805 między miastem Sachnin a wsią Segew, lub jadąc na północ dojeżdża się do wsi Szoraszim i dalej do miasta Karmiel.